# Ngô Tôn
Ngô Cát Tôn (sinh ngày 10 tháng 10 năm 1979) là nam ca sĩ, diễn viên, huấn luyện viên thể hình người Brunei gốc Hoa ở Kim Môn, tỉnh Phúc Kiến, thành viên của nhóm nhạc Đài Loan Phi Luân Hải ra mắt năm 2005 và hoạt động tới tháng 6 năm 2011. Anh là thành viên lớn tuổi nhất và gia nhập muộn nhất. Ngày 22 tháng 6 năm 2011, công ty quản lý HIM International Music chính thức tuyên bố rằng Ngô Tôn đã rời nhóm để tập trung vào công việc diễn viên và dành thêm thời gian cho gia đình.
Ngô Tôn thành thạo tiếng Phổ thông, tiếng Mân Nam (Phúc Kiến), tiếng Brunei, tiếng Anh và một ít tiếng Nhật và tiếng Quảng Đông.
Anh từng tham gia vai chính trong rất nhiều phim thần tượng nổi tiếng của Đài Loan như Hoa dạng thiếu niên thiếu nữ, Công chúa nhà tôi, Lửa bóng rổ and Nàng Juliet phương Đông.

## Tiểu sử
Ngô Tôn theo học tại trường Chung Hwa Middle School ở Bandar Seri Begawan, Brunei. Anh tốt nghiệp Đại học RMIT tại Melbourne, Úc với bằng cử nhân ngành Quản trị Kinh doanh. Anh cũng từng chơi trong đội tuyển bóng rổ Quốc gia của Brunei
Trước khi gia nhập nhóm Phi Luân Hải, anh làm người mẫu cho Yilin tại Đài Loan và Diva Models ở Singapore. Anh cũng quản lý một phòng tập thể hình của gia đình in Brunei. Vào tháng 8 năm 2007, anh được chọn làm người điểu hành khách sạn Palm Garden thuộc tòa cao tầng Fitness Zone tại Brunei. Nhờ nỗ lực và thành công của mình, anh đã được nhận giải thưởng Nhà doanh nghiệp trẻ tiêu biểu của năm trong số các giải thưởng cho doanh nghiệp của châu Á Thái Bình Dương vào tháng 8.
Ngày 5 tháng 10 năm 2010, anh tuyên bố tham gia dự án phim truyền hình "Absolute Boyfriend" (Bạn trai hoàn hảo) phiên bản Đài Loan dựa theo truyện tranh cùng tên của Nhật Bản cùng với nữ diễn viên Hàn Quốc Goo Hye Sun vai nhân vật "Riiko Izawa". Sau đó anh quyết định từ bỏ dự án vì trùng lịch quay phim với dự án phim Cẩm Y Vệ trước đó. Tuy nhiên vào ngày 3 tháng 5 năm 2011,thành viên Uông Đông Thành được chọn là người thay thế anh tham gia vai chính trong dự án phim này.

## Đời tư
Vào tháng 10 năm 2013, trong buổi ra mắt cuốn tự truyện của mình Ngô Tôn tuyên bố với báo giới về việc anh đã kết hôn và đã có một con gái tên Nei Nei (Ngô Hân Di) được 3 tuổi, và tiết lộ vợ anh đang mang thai con trai thứ 2. Trước đó, Ngô Tôn giữ bí mật về hôn nhân của mình vì vợ anh chưa sẵn sàng xuất hiện trước công chúng và muốn có một cuộc sống lặng lẽ.
Ngô Tôn hiện đang sống tại Brunei và là công dân của nước này.

## Danh sách đĩa hát
Với vai trò thành viên của nhóm nhạc Phi Luân Hải, anh cùng 3 thành viên còn lại cho ra mắt 4 album phòng thu tiếng Trung Quốc và 3 đĩa đơn tiếng Nhật. Mùa đại diện của anh là mùa thu mát mẻ và nhiệt độ biểu tượng là 59 độ F.

### Chương trình truyền hình thực tế
| Năm  | Tựa đề Tiếng Anh | Tựa đề Tiếng Trung | Vai            | Bạn chơi                                   | Ghi chú                             |
| ---- | ---------------- | ------------------ | -------------- | ------------------------------------------ | ----------------------------------- |
| 2014 | Bố đã về         | 爸爸回来了         | Ngô Tôn (吳尊) | Vương Trung Lỗi Lý Tiểu Bằng Giả Nãi Lượng | Tham gia cùng với con gái "Nei Nei" |

## Danh sách phim

### Phim điện ảnh
| Năm  | Tựa đề                     | Tựa đề tiếng Trung | Vai                                     | Bạn diễn                                      | Nhận xét |
| ---- | -------------------------- | ------------------ | --------------------------------------- | --------------------------------------------- | -------- |
| 2008 | Võ hiệp Lương Chúc         | 武俠梁祝           | Lương Sơn Bá (梁仲山)                   | Thái Trác Nghiên Hồ Ca Dữ Trừng Khánh Ti Lung |          |
| 2010 | Cẩm Y Vệ                   | 錦衣衛             | Judge of the Sands (大漠判官)           | Chân Tử Đan Triệu Vy Từ Tử San Thích Ngọc Võ  |          |
| 2011 | Đại Võ SInh                | 大武生             | Yilong (關一龍)                         | Từ Hy Viên Han Geng Nguyên Bưu Y Năng Tịnh    |          |
| 2011 | Khai Tâm Ma Pháp           | 開心魔法           | Ling Fung/Earth Magician ("土"系魔法师) | Cổ Thiên Lạc Ngô Kinh Lâm Phong Yan Ni        |          |
| 2013 | Trung liệt Dương gia tướng | 忠烈楊家將         | Yang Liu Lang (禓六郎)                  | Trịnh Y Kiện Lâm Phong Vic Zhou An Dĩ Hiên    |          |
| 2014 | Dương Quý Phi              | 杨贵妃             | Li Mao, Prince of Shou (壽王)           | Phạm Băng Băng Lê Minh Trần Xung Ninh Tịnh    |          |

### Phim truyền hình
| Năm  | Tựa đề                                       | Tên Tiếng Trung    | Vai                                            | Bạn diễn                                                     | Chú thích |
| ---- | -------------------------------------------- | ------------------ | ---------------------------------------------- | ------------------------------------------------------------ | --------- |
| 2005 | Chung cực nhất bang                          | 终极一班           | Tian Hong Guang (田弘光) / Wu Shi Zun (武屍尊) | Jiro Wang Calvin Chen Aaron Yan Danson Tang                  | Cameo     |
| 2006 | Nàng Juliet phương Đông                      | 東方茱麗葉         | Kỳ Phong Lượng (紀風亮) / Akira Himemiya       | Lâm Y Thần Nhậm Đạt Hoa Trương Duệ Gia Huỳnh Hồng Thăng      |           |
| 2006 | Hoa dạng thiếu niên thiếu nữ                 | 花樣少年少女       | Zuo Yiquan (左以泉)                            | Ella Chen Uông Đông Thành Đường Vũ Triết Nguyễn Kinh Thiên   |           |
| 2007 | Công chúa nhà tôi                            | 公主小妹           | Nanfeng Jin (南風瑾) / Yoshiki Shido           | Trương Thiều Hàm Thần Diệc Nho George Hu Genie Zhuo          |           |
| 2007 | Chung cực nhất gia                           | 終極一家           | Fire Ambassador (火焰使者)                     | Uông Đông Thành Thần Diệc Nho Viêm Á Luân Đường Vũ Triết     | Khách mời |
| 2008 | Lửa bóng rổ                                  | 籃球火             | Wuji Zun (無極尊)                              | NgônThừa Húc La Chí Tường Hồ Vũ Uy                           |           |
| 2011 | Thiên sứ mặt trời                            | 陽光天使           | Di Yaxin (狄雅辛)                              | Dương Thừa Lâm                                               |           |
| 2013 | Thám Tử Kindaichi Và Vụ Án Ở Trường Ngục Môn | 金田一             | Li Byron (李白龍)                              | Từ Nhược Tuyên Ryosuke Yamada Haruna Kawaguchi Seungri       |           |
| 2013 | Gặp gỡ hạnh phúc 300 ngày                    | 遇見幸福300天      | Idol                                           | Vương Truyền Nhất                                            | Khách mời |
| 2014 | Kindaichi Case Files Pt. 2                   | 金田一少年之事件簿 | Li Byron (李白龍)                              | Ryosuke Yamada Haruna Kawaguchi Daiki Arioka Hiroki Narimiya |           |

## Giải thưởng
| Năm  | Giải                                                                                                   |
| ---- | --- |
| 2006 | TVB8 Awards: Bronze: Best Group                                                                        |
| 2006 | HK Metro Hits Awards: Best Foreign Newcomer                                                            |
| 2006 | AF Golden Globes 2006: Taiwan's Most Improved Actor                                                    |
| 2007 | Top Song, TVB8 Awards: "Really Like You" 超喜歡你                                                      |
| 2007 | Sprite Awards: Most Popular Idol Group (Taiwan Area)                                                   |
| 2007 | Sprite Awards: "Only Have Feelings For You" 只對你有感覺 Favourite Duet Song                           |
| 2007 | Sprite Awards: Best Group (Taiwan & Hong Kong Area)                                                    |
| 2007 | 13th Chinese Music Awards: Best New Group                                                              |
| 2007 | KKBOX Music Charts: "Only Have Feelings For You" 只對你有感覺: Top 20 Songs of the Year                |
| 2007 | KKBOX Music Charts: "Hanazakarino Kimitachihe Original Soundtrack" 花樣少年少女: Best Drama Soundtrack |
| 2007 | HITO Music Awards 2007: Best Male Group                                                                |